# Spoorlijn 6 (Polen)

Ligging van spoorlijn 6 in Polen

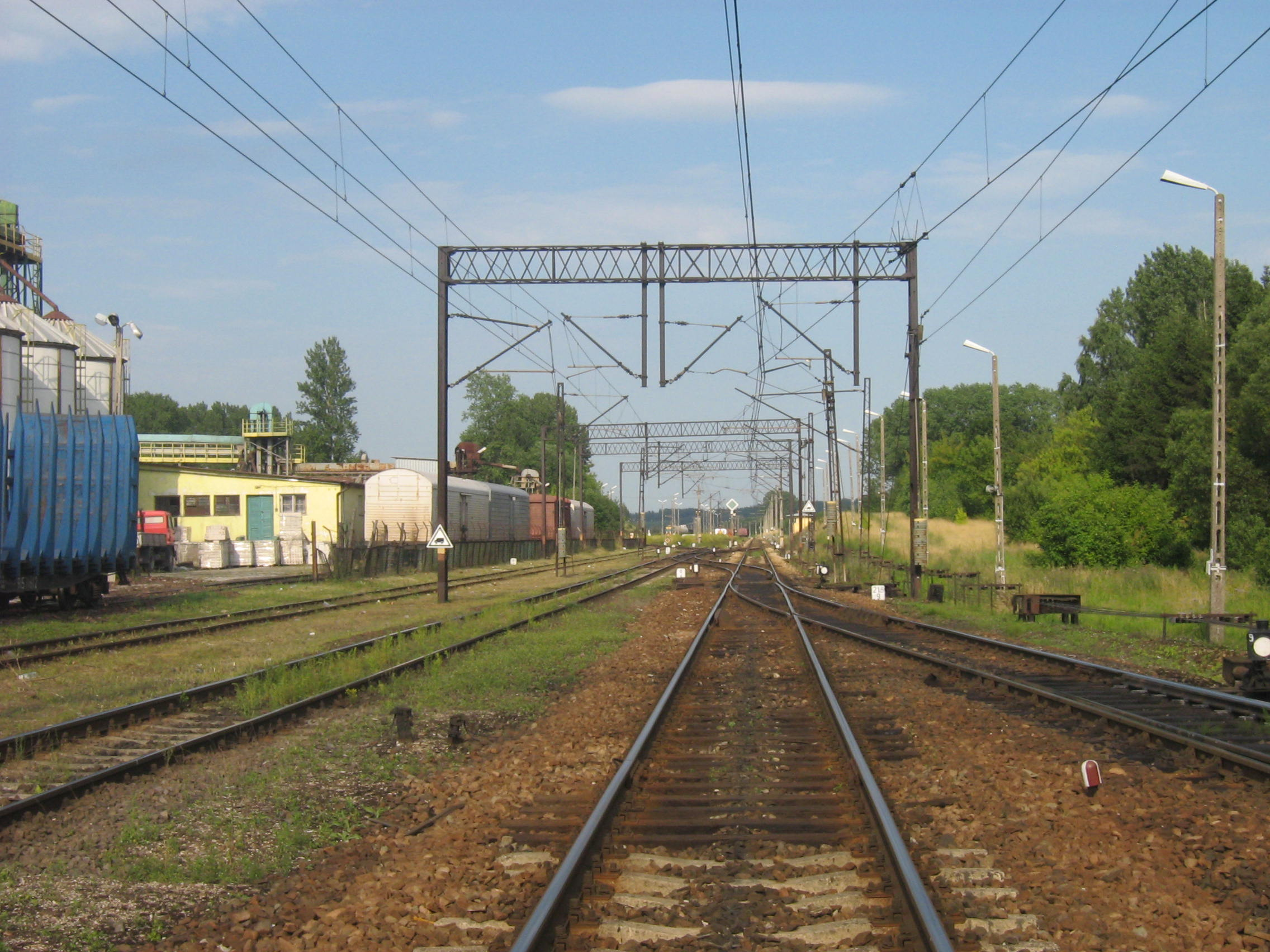
Bij Sokółka

Spoorlijn 6 is een spoorlijn in Polen. De lijn heeft een lengte van 224 km en verbindt station Zielonka met Kuźnica Białostocka bij de Wit-Russische grens.

## Elektrificatie
De elektrificatie van de spoorlijn kwam in delen tot stand:
- 13.04.1952 - Zielonka - Tłuszcz
- 22.12.1981 - Tłuszcz - Łochów
- 10.12.1982 - Łochów - Małkinia
- 31.03.1983 - Małkinia - Czyżew
- 30.06.1983 - Czyżew - Szepietowo
- 29.09.1983 - Szepietowo - Łapy
- 13.12.1983 - Łapy - Białystok
- 10.09.1986 - Białystok - Kuźnica Białostocka

## Traject
De lijn telt de volgende stations (op de aangegeven km):
- 14,472 Zielonka
- 17,438 Kobyłka Ossów
- 19,339 Kobyłka
- 21,410 Wołomin
- 23,053 Wołomin Słoneczna
- 25,082 Zagościniec
- 27,750 Dobczyn
- 31,044 Klembów
- 34,838 Jasienica Mazowiecka
- 37,912 TŁUSZCZ
- 41,020 Chrzęsne
- 42,084 Mokra Wieś
- 47,587 Szewnica
- 53,001 Urle
- 55,235 Barchów
- 58,479 Łochów
- 63,689 Ostrówek Węgrowski
- 68,680 Topór
- 72,978 Sadowne Węgrowskie
- 81,762 Prostyń
- 87,969 MAŁKINIA
- 96,270 Zaręby Kościelne
- 99,260 Kietlanka
- 102,964 Szulborze Koty
- 111,838 Czyżew
- 118,077 Kity
- 120,800 Dąbrowa Łazy
- 127,379 Szepietowo
- 132,363 Szymbory
- 135,825 Jabłoń Kościelna
- 140,474 Racibory
- 146,107 Zdrody Nowe
- 150,575 Łapy Osse
- 154,035 Łapy
- 156,265 Uhowo
- 160,117 Bojary
- 163,251 Baciuty
- 167,107 Trypucie
- 168,996 Niewodnica
- 172,222 Klepacze
- 173,570 station Białystok Wiadukt
- 185,155 Wasilków
- 191,278 Czarny Blok
- 195,280 Wólka Ratowiecka
- 199,178 Czarna Białostocka
- 203,118 Machnacz
- (voormalig) Jałówka
- 207,525 Rozedranka
- 212,882 Gieniusze
- 218,527 SOKÓŁKA
- 225,580 Kundzin
- (voormalig)227,100 Łosośna
- 230,146 Czuprynowo
- 234,349 Kuźnica Białostocka
- 238,574 grens